# Fredrik Frans III av Mecklenburg-Schwerin
Fredrik Frans III, storhertig av Mecklenburg-Schwerin (tyska: Friedrich Franz III Paul Nikolaus Ernst Heinrich Großherzog zu Mecklenburg-Schwerin), född den 19 mars 1851, död den 10 april 1897, var den näst siste storhertigen av Mecklenburg-Schwerin.

## Biografi
Fredrik Frans III föddes på slottet Ludwigslust som son till Fredrik Frans II, storhertig av Mecklenburg-Schwerin och hans första hustru Augusta av Reuss-Köstritz. Han efterträdde sin far som storhertig den 15 april 1883.
Friedrich Franz gifte sig med storfurstinnan Anastasia Michailovna av Ryssland (1860–1922) i Sankt Petersburg den 24 januari 1879. Anastasia var dotter till storfurst Mikael Nikolajevitj av Ryssland och hans hustru Cecilia av Baden. Det var ett arrangerat äktenskap och framför allt Anastasia var mycket motvillig, då den tilltänkte maken led av astma och dessutom hade svåra hudproblem, i form av återkommande eksem i ansiktet och på kroppen.

## Barn
1. Alexandrine (1879–1952) gift med Kristian X av Danmark.
2. Fredrik Frans IV (1882–1945)
3. Cecilie (1886–1954) gift med Wilhelm, tysk kronprins.

Fredrik Frans dog den 10 april 1897 i Cannes på franska Rivieran, enligt vissa källor begick han självmord i desperation över sina svåra eksem. Han efterträddes av sin son Fredrik Frans IV, som kom att bli den siste storhertigen av Mecklenburg-Schwerin.